# Gonzalo Echenique
Gonzalo "Chalo" Echenique Saglietti (Rosário, 27 de abril de 1990) é um jogador de polo aquático argentino, naturalizado italiano e que também já competiu pela Espanha.

## Carreira
Echenique jogou pela Argentina até 2012, quando se naturalizou e passou a disputar pela Espanha. Nos Jogos Olímpicos de 2016 integrou o elenco da seleção espanhola que ficou em sétimo lugar. Em 2019 tornou-se campeão mundial dessa vez representando a Itália.